# PLDT
PLDT, Inc. (anciennement connue sous le nom de Philippine Long Distance Telephone Company) est une entreprise de télécommunication aux Philippines. Elle possède notamment les filiales Smart Communications (pour la téléphonie mobile) ainsi que Digital Telecommunications Philippines.

## Histoire
En mai 2016, PLDT et Globe Telecom annonce l'acquisition des activités télécom de San Miguel Corporation pour 1,5 milliard de dollars.